# Zephyranthes irwiniana
A espécie Zephyranthes irwiniana (Ravenna) Nic. García pertence ao subgênero Zephyranthes e, recentemente, teve seu nome alterado, sendo identificada anteriormente por Habranthus irwinianus Ravenna. A distribuição nativa desta espécie é o Brasil (Minas Gerais). É uma geófita bulbosa e cresce principalmente no bioma tropical sazonalmente seco.
Ela tem como característica as flores com pétalas rosa ou lilás, apêndices setiformes eretos e pelas folhas filiformes. Está distribuída pela região sul da Cadeia do Espinhaço, nas proximidades de Belo Horizonte, com disjunções na Serra da Canastra e Ibitipoca, geralmente em campos areno-pedregosos ligados a solos ferrosos, com canga. A espécie também está distribuída na Bahia, Goiás, Pernambuco, São Paulo e Minas Gerais, Tocantins e Maranhão.
1. 1 2 3  Dewes Neto, Bertholdo (15 de outubro de 2024). «Crescimento vegetativo e fitoquímica de Zephyranthes irwiniana (Ravenna) Nic. García cultivada in vitro e em casa de vegetação». Consultado em 23 de junho de 2025
2. ↑  «Zephyranthes irwiniana (Ravenna) Nic.García | Plants of the World Online | Kew Science». Plants of the World Online (em inglês). Consultado em 23 de junho de 2025